# Adam Stachowiak (Fußballspieler)
Adam Mieczysław Stachowiak (* 18. Dezember 1986 in Posen) ist ein polnischer Fußballtorhüter.

## Karriere

### Verein
Stachowiak durchlief die Nachwuchsabteilungen von Olimpia Poznań und Unia Swarzędz und startete 2005 bei Jagiellonia Białystok seine Profikarriere. Anschließend spielte er für diverse osteuropäische Mannschaften.
Zur Spielzeit 2015/16 wechselte er in die türkische TFF 1. Lig zu Gaziantep Büyükşehir Belediyespor und etablierte sich in den folgende drei Spielzeiten zu einem Stammtorhüter.
Nach 102 Einsätzen wechselte Stachowiak innerhalb der Liga zum Ägaisklub Denizlispor. Mit Denizlispor konnte er in der Saison 2018/19 die Meisterschaft der TFF 1. Lig feiern.
Stachowiak kündigte innerhalb der COVID-19-Pandemie seinen laufenden Vertrag, mit der Begründung, dass er für mehrere Monate sein Gehalt nicht erhalten habe. 2021 wechselte er zu Altay Izmir. Von 2021 bis 2022 spielte er wieder für Denizlispor. Seit Mitte 2022 ist er vereinslos.

### Nationalmannschaft
Stachowiak startete seine Nationalmannschaftskarriere 2007 mit einem Einsatz für die polnische U-21-Nationalmannschaft.

## Erfolge
Denizlispor
- Meister der TFF 1. Lig und Aufstieg in die Süper Lig: 2018/19